# Keolis Métropole Orléans
Keolis Métropole Orléans est une société basée à Saint-Jean-de-Braye, en France, destinée à l'exploitation des transports en commun de l'agglomération orléanaise. Elle est une filiale à 100 % du groupe Keolis, entreprise spécialisée dans les transports en commun.

## Activité
Keolis Métropole Orléans exploite pour le compte d'Orléans Métropole, depuis 2012 :
- Le réseau des Transports de l'agglomération orléanaise composé de deux lignes de tramway et d'un réseau d'une quarantaine de lignes de bus ;
- Deux services de vélopartage (VéloTAO/Vélo'+) et anciennement un service d'autopartage (AutoTAO).

La délégation de service public est renouvelée à Keolis, en l'absence d'autres candidats, pour six ans à compter du 1er janvier 2019. À cette occasion l'entreprise qui portait initialement le nom de Keolis Orléans Val de Loire devient Keolis Métropole Orléans,.

## Effectifs et siège social
Le siège social de l'entreprise se situe au 64, rue Pierre Louguet à Saint-Jean-de-Braye.
En 2009, l'entreprise comptait 715 employés.